# ديلم دشت (قيلاب)
دیلم دشت (بالفارسية: دیلم‌دشت) هي قرية تقع في قسم قيلاب الريفي، بمقاطعة أنديمشك التابعة لمحافظة خوزستان، إيران. يقدر عدد سكانها بـ 57 نسمة حسب الإحصاء السكاني الذي تمّ في عام 2006.